# Saccolaimus saccolaimus
Saccolaimus saccolaimus är en insektsätande småfladdermusart som beskrevs av Coenraad Jacob Temminck (1778–1858) år 1838. Saccolaimus saccolaimus ingår i släktet Saccolaimus och familjen frisvansade fladdermöss (Emballonuridae).
Dess artnamn på engelska, naked-rumped pouched bat, betyder ungefär "nakengumpad säckfladdermus", och på tyska, Nacktbauch-Glattnasenfreischwanz, betyder ungefär "nakengumpad plattnäsfrisvans".
IUCN kategoriserar arten globalt som livskraftig. Inga underarter finns listade i Catalogue of Life. Wilson & Reeder (2005) skiljer mellan fyra underarter.
Arten når en vikt av cirka 50 g. Den har rödbrun till svart päls på ovansidan och en nästan naken undersida. Svansens spets är inte inbäddad i den del av flygmembranen som ligger mellan bakbenen. Den har en kroppslängd på 103 till 117 mm, inklusive en 20 till 28 mm lång svans och med en vikt av 28 till 36 g mindre. Den har där 66 till 71 mm långa underarmar, 15 till 19 mm långa bakfötter och 16 till 20 mm stora öron. Huvudet kännetecknas av stora ögon, en näsa som saknar hudflikar (blad) och av en kort tragus i örat. På ovansidan kan glest fördelade vita punkter förekomma. Arten har liksom andra släktmedlemmar en säckformig körtel under hakan. Undersidan har en mörkbrun till svart färg.
Denna fladdermus förekommer med flera från varandra skilda populationer i södra Asien och i den australiska regionen. Utbredningsområdet sträcker sig från Indien till Salomonöarna. Arten vistas i låglandet och i bergstrakter upp till 1200 meter över havet. Habitatet utgörs av skogar och odlade områden.
Individerna lämnar viloplatsen tidigt på kvällen för att jaga insekter som skalbaggar, myror och termiter. Viloplatsen är grottor, bergssprickor, byggnader eller trädens håligheter. Där bildas flockar med ett tiotal till några hundra medlemmar. Honor föder en unge per kull. Saccolaimus saccolaimus flyger oftast hög över marken med större hastighet.